# Смирнов, Яков Иванович (учёный)
Я́ков Ива́нович Смирно́в (19 апреля (1 мая) 1869, Иркутск — 23 октября 1918, Петроград) — русский археолог и историк искусства, член-корреспондент Императорской Санкт-Петербургской Академии наук (с 1 декабря 1907), ординарный академик Российской академии наук по Отделению русского языка и словесности (с 13 мая 1917).

## Биография
Родился 19 апреля (1 мая) 1869 года в Иркутске. Его отец, директор Иркутской гимназии Иван Кузьмич Смирнов (1833—1912), брата генерал-полковника, чиновника интендантских управлений Омского и Иркутского военных округов генерал-полковника Александра Кузьмича Смирнова (1838—1910), женатого на племяннице Д. И. Менделеева О. Я. Капустиной.
С 1880 по 1887 годы учился в «филологической гимназии» при Санкт-Петербургском филологическом институте, затем — на историко-филологическом факультете Санкт-Петербургского университета. Окончив в 1891 году университет, поступил в магистратуру.
В 1893 году академик Н. П. Кондаков предложил поручить ему задуманную в Археологической комиссии ответственную работу — подготовку атласа «Приуральские древности», от которой отказался И. И. Толстой. В 1894—1897 годах для подготовки этой работы Я. И. Смирнов совершил серию заграничных поездок: в Египет, Малую Азию, Грецию, остров Кипр, балканские и западноевропейские страны. Им были тщательно изучены памятники античного, византийского, восточного искусства и особо произведения восточной торевтики, найденные в России, но попавшие в западноевропейские собрания. После этого он был принят в Эрмитаже, где работал с 1897 года до своей смерти; с 1899 года был старшим хранителем отделения Средних веков и эпохи Возрождения; затем — членом Совета Эрмитажа, с 1909 года — старший хранитель Эрмитажа.
В 1909—1912 годах совместно с академиком Н. Я. Марром проводил исследования на Кавказе: Ани (архитектурные памятники), Гарни (крепость, храм римского времени), Гехамские горы.
В 1913 году вернулся в Санкт-Петербургский университет — на факультет восточных языков. Также был приват-доцентом кафедры теории и истории искусства историко-филологического факультета. Один из его студентов вспоминал:

Он днём работал в Эрмитаже, а вечером и ночью сидел рядом с одним-двумя студентами в нашем «кабинете», принося с собой груды книг. Мы работали молча, иногда — и скорее часто — Яков Иванович вызывал нас на беседу, учил, показывал, объяснял при помощи приносимых им книг. И мне кажется теперь и всегда казалось, что самыми интересными и редкими сведениями о нашей науке я обязан тем научным беседам в «Кабинете древностей», которыми руководил по-товарищески Яков Иванович и которые проходили под знаком его таланта и эрудиции. Само собой, он никогда не давал нам почувствовать разницу в возрасте и уровне наших знаний. Мы беседовали свободно, как сообщники в одном общем деле, и поэтому его наука переливалась в наше сознание легко и закреплялась в нём навсегда…— Грабар А. Н. Несколько слов воспоминаний о Якове Ивановиче Смирнове // Художественные памятники и проблемы культуры Востока. — Л. — 1985.
Был награждён орденами Святой Анны 3-й (1905) и 2-й степеней (1914).
К концу жизни он порой тратил собственные средства на казённые цели, из-за чего попадал в стеснённые обстоятельства. После революции 1917 года он особо нуждался в средствах и 23 октября 1918 года умер от истощения. М. И. Ростовцев вспоминал: «Я. И. Смирнов, ближайший и наиболее блестящий из учеников Н[икодима] П{авловича], первая жертва систематической голодовки для интеллигенции, впервые в анналах истории изобретенной большевиками, был, несомненно, наиболее сильной и цельной личностью из нашего кружка» ).

## Научная деятельность
Я. И. Смирнов участвовал в археологических работах в Малой Азии, Палестине, Сирии и Армении (1909). С 1898 года работал старшим смотрителем Отделения средних веков Эрмитажа.
Он считал, что

археолог должен построить свои заключения исключительно на вещественных памятниках, не справляясь в первой стадии своей работы с показаниями истории письменной, так как преждевременное желание согласовать данные вещественные с данными летописными приводит обыкновенно лишь к сугубо ложным заключениям. Как в собственных своих хронологических построениях археологу должно быть крайне осторожным и осмотрительным, так надо ему избегать и слепой веры в новейшие построения историков литературы, критически разбирать которые — дело не его специальности.
— Беляев Л. А. Христианские древности. — СПб.: Алетейя, 2000. — С. 213.

## Сочинения
- О фригийском боге Месяце, в кн.: Στεφανος. Сб. статей в честь Федора Федоровича Соколова..., СПб., 1895
- Христианские мозаики Кипра // «Византийский временник», 1897. — Т. 4
- О времени мозаик св. Софии Солунской // «Византийский временник». — 1898. — Т. 5
- Серебряное сирийское блюдо, найденное в Пермском крае. Записка Я. И.Смирнова // Материалы по археологии России. — СПб., 1899. — № 22. — С. 7—44
- Еще о времени мозаик св. Софии Солунской // «Византийский временник». — 1900. — Т. 7
- Восточное серебро. Атлас древней серебряной и золотой посуды восточного происхождения..., [предисл. Я. И. Смирнова], СПб., 1909
- Устюжское изваяние святого Георгия Московского Большого Успенского собора // «Древности. Труды Московского археологич. об-ва». — 1916. — Т. 25
- Марр Н. Я., Смирнов Я. И. Вишапы // Труды Государственной Академии Истории Материальной Культуры. — Т. I. — Ленинград, 1931
- Рисунки Киева 1651 года по копиям их конца XVIII века.. — М.: Т-во типографии А.И.Мамонтова, 1908. — С. [2], 197-512 с., 14 таб. илл..